# U 3:10 za Yumu (2007.)
U 3:10 za Yumu (eng. 3:10 to Yuma) je vestern Jamesa Mangolda iz 2007., obrada istoimenog filma iz 1957. i druga adaptacija kratke priče Elmorea Leonarda. U glavnim ulogama pojavljuju se Russell Crowe i Christian Bale. Sniman je na raznim lokacijama u Novom Meksiku. Premijerno je prikazan 7. rujna 2007.

## Radnja
Dan Evans, osiromašeni rančer i veteran Građanskog rata, budi se i ugleda svoj štagalj u plamenu kojeg su zapalila dvojica plaćenika Glena Hollandera, kojem Evans duguje novac. Sljedećeg jutra, dok Evans i njegova dva sina čuvaju stado stoke, nalete na odmetnika Bena Wadea i njegovu bandu kako koriste Evansovu stoku kao cestovnu blokadu u svrhu zasjede naoružane poštanske kočije. Wade tijekom pljačke primijeti kako ga Evans i njegovi sinovi promatraju s brežuljka. Shvativši kako ne predstavljaju prijetnju, Wade im uzima konje i rekne Evansu kako će ih ostaviti na cesti za Bisbee.
Wade odlazi sa svojom bandom u spomenuti grad u Arizoni kako bi pićem proslavio uspješnu pljačku u lokalnom saloonu. U međuvremenu, željeznički stražari pronalaze Evansa i njegove sinove s Byronom McElroyem, Pinkertonovim agentom i jedinim preživjelim iz pljačke. Evans im rekne kako je Wade najvjerojatnije u Bisbeeju, gdje se čuvari odmah vraćaju, pri čemu im se pridružuju Evans i McElroy. Dok Doc Potter prijeti McElroyu, Evans se pokuša nagoditi s Hollanderom, koji otkriva kako namjerava prodati zemlju željeznici, a ne predati prava na vodu Evansu. Razjaren zbog gubitka sredstava za život, Evans se pokuša obračunati s Hollanderom u obližnjem saloonu gdje pronalazi Wadea, kojem odvrati pozornost taman toliko kako bi ga željeznički čuvari mogli uhvatiti.
Vlasnik kočije, Grayson Butterfield, angažira McElroya, Pottera, Tuckera, jednog od Hollanderovih ljudi i Evansa da za 200 dolara isporuče Wadea u vlak koji vozi za zatvor. McElroy organizira lažnu kočiju kako bi zavarao Wadeovu bandu, koju sada predvodi sociopat Charlie Prince, dok prava kočija odlati u Contention gdje bi Wade trebao biti isporučen na vlak u 3:10 za zatvor u Yumi. Kako se skupina priprema za odlazak, Evansov stariji sin William počne inzistirati da krene s njima. Evans glatko odbije takvu pomisao.
Tijekom putovanja, Wade ubija Tuckera i McElroya (prvog jer se rugao njegovoj situaciji, a drugog zbog vrijeđanja njegove majke), ali ga prije bijega zaustavlja iznenadni dolazak Williama, koji je slijedio grupu čitavim putem od ranča. Dok se kreću prečicom kroz kanjon, skupinu napadaju ratnici Apača. Evans biva ranjen, ali ga Wade spasi, naoruža se i ubije napadače. Nakon pucnjave, Wade pobjegne u kineski radni logor u kojem se probija tunel kroz planinu, gdje ga uhvati predradnik i počne ga mučiti jer mu je ubio brata. Evans, William, Potter i Butterfield se pojavljuju i neuspješno pokušaju pregovarati, a Potter pokrene napad na predradnika i njegove rudare, oslobodivši Wadea. Dok bježe na svojim konjima, Potter biva ustrijeljen i ubijen, dok Wade i Evans unište tunel iza njih dinamitom. Grupa stiže u Contention nekoliko sati prije dolaska vlaka i prijavljuje se u apartman za mladence u hotelu, gdje im se ubrzo pridružuje lokalni šerif kojeg je angažirao Butterfield.
Prince uhvati i ispita preživjelog iz lažne kočije, saznavši da će Wade biti isporučen u Contention te da će se ukrcati na vlak za Yumu; zatim zapali kočiju s preživjelim u njoj. Po dolasku u Contention i nakon otkrića kako je Wade dobro okružen, Prince ponudi 200 dolara nagrade svim stanovnicima za svakog čuvara kojeg ubiju. Šerifi, nespremni za borbu s takvim omjerima, predaju se Princeu koji ih ipak ubije. Butterfield odbije završiti misiju, ponudivši Evansu 200 dolara plaće ako pusti Wadea. Evans odbije, naglasivši da je to iznos koji mu je vlada platila za gubitak njegove noge. Umjesto toga on zamoli Butterfielda da mu odvede sina natrag na njegov ranč i isplati njegovoj ženi tisuću dolara i garanciju na prava na vodu od Hollandera u zamjenu za to što će on odvesti Wadea na vlak.
Nakon što je Butterfield pristao, Evans s Wadeom izlazi iz hotela i dvojac počne bježati po gradu, izbjegavajući neprestanu paljbu od strane mještana prije nego što su se sakrili u ostavi. Wade, umoran od trčanja, zamalo zadavi Evansa; popušta nakon što mu Evans da je njegova drvena noga, što je Wade često spominjao tokom puta, izgubljena kad je Evans pogođen od strane svojih vojnika dok se povlačio usred bitke, priča koja bi osramotila njegove sinove, te da je njegovo odvođenje Wadea na vlak čin kojem će se njegovi sinovi diviti. Wade odustane od svojih namjera i pristane da se ukrca na vlak. Dvojica se vraćaju na ulicu,  izbjegavajući metke prije nego što su se zabarikadirali u postaji kako bi dočekali vlak, gdje Wade priznaje kako je već dva puta bio u Yumi i oba puta pobjegao.
Wadeova banda okruži postaju dok vlak prilazi. William, promatrajući događaje, potjera krdo goveda kako bi poslužilo kao zaklon za Evansa dok ukrca Wadea na vlak. Dok Wade ulazi, zahvali se Evansu. U tom trenutku, Prince izlazi i upuca Evansa četiri puta, iako Wade viče da prestane. Wade silazi s vlaka i uzme opasač za pištolj koji mu je Prince dobacio. Nakon napetog trenutka tišine, Wade nenadano ubije Princea i otatak svoje bande. William se pojavljuje i povuče pištolj na Wadea, ali shvati da ga ne može ubiti i okrene se ocu. Wade se ukrca na vlak i preda oružje. Dok vlak odlazi, on zazviždi za svojim konjem koji naćuli uši i počne kasati za vlakom koji se udaljuje.

## Glumci
- Russell Crowe kao Ben Wade
- Christian Bale kao Dan Evans
- Logan Lerman kao William Evans
- Ben Foster kao Charlie Prince
- Peter Fonda kao Byron McElroy
- Dallas Roberts kao Grayson Butterfield
- Alan Tudyk kao Doc Potter
- Vinessa Shaw kao Emmy
- Kevin Durand kao Tucker
- Luce Rains kao Šerif Weathers
- Gretchen Mol kao Alice Evans
- Luke Wilson kao Zeke

## Produkcija
U lipnju 2003., Columbia Pictures je najavila pregovore s Mangoldom o preuzimanju obrade vesterna U 3:10 za Yumu iz 1957., temeljenom na scenariju Michaela Brandta i Dereka Haasa. Nakon što se nekoliko godina distancirao od projekta, Mangold je u veljači 2006. nastavio svoju redateljsku ulogu. Početak produkcije je zakazan za ljeto 2006. Istog mjeseca, Tom Cruise je izrazio zanimanje za ulogu zlikovca. Eric Bana je također kratko tražio ulogu u filmu.
U ljeto 2006., Columbia je prodala prava na film Relativity Media. Crowe i Bale angažirani su za uloge glavnih junaka, a Realtivity je počeo tražiti distributera za film. Lions Gate Entertainment je preuzeo distribuciju u rujnu. Kasnije tog mjeseca, glumačku ekipu su popunili Peter Fonda, Gretchen Mol, Dallas Roberts, Ben Foster i Vinessa Shaw.
Početak snimanja bio je 23. listopada 2006. u Novom Meksiku. Prvog dana snimanja, jahač i njegov konj teško su ozlijeđeni u sceni u kojoj se konj izravno zatrčao u vozilo koje je nosilo kameru umjesto da skrene kako je bilo predviđeno. Jahač je hospitaliziran, a konj je morao biti eutanaziran na setu. Smrt životinje izazvala je istragu Američkog humanističkog udruženja (AHA). Istraga je dovršena u studenom, a pokazala je kako konj nije reagirao pravilno jer je imao dvostruku obuku s dvije upute te da jahač nije bio upoznat s podlogom. Organizacija je predložila da se protiv producenata ne podižu tužbe. Glavno snimanje odvijalo se u i oko Santa Fea, Abiquiúa i Galisteoa. Bonanza Creek Ranch je u filmu predstavljao "ugodni, prijazniji granični grad" Bisbee, a Galisteo je bio zamjena za Contention (koji je danas nestao), "puno suroviji, bestidniji grad, odnosno grad grijeha". Snimanje je završeno 20. siječnja 2007.
Nakon što je snimanje završeno, vlasnici Cerro Pelon Rancha ponudili su dva milijuna dolara kako bi set filma ostao na njihovu posjedu; set je trebao biti razmontiran u roku od 90 dana. Set filma zauzimao je ukupno 75 posto setova na ranču. U travnju 2007., zahtjev je odobrio okružni odbor za razvoj kako bi se zadržalo proširenje, koje će u budućnosti potencijalno dovesti do povećanja broja turista.

## Premijera
Premijera filma originalno je zakazana za 5. listopada 2007., ali ju je Lionsgate pomaknuo na 7. rujna kako bi ušla u konkurenciju s vesternima Ubojstvo Jesseja Jamesa od kukavice Roberta Forda i Nema zemlje za starce. Kao rezultat svega, film nije mogao doživjeti premijeru na Međunarodnom Film Festivalu u Torontu, ali je objavljen u vrijeme prije niza filmova koji su ušli u konkurenciju za glavne nagrade. Prema riječima predsjednika Lionsgatea Toma Ortenberga, "Kako ove jeseni izlazi cijeli niz komercijalnih filmova, htjeli smo da budemo među prvima koji će biti vani, odnosno da se uspjeh drugih mjeri s nama." Ranija kino distribucija značila je da će Blu-ray Disc i DVD izdanja biti objavljena u prvom tjednu siječnja 2008., tijekom sezone nagrada. Lionsgate je sličnu strategiju primijenio i s Fatalnom nesrećom (2005.) koja je osvojila Oscar za najbolji film.

### Box office rezultati
U 3:10 za Yumu u SAD-u i Kanadi je premijerno prikazan 7. rujna 2007. u 2,652 kina. U prvom vikendu, film je zaradio 14,035,033 dolara i zauzeo prvu poziciju na sjevernoameričkom box officeu. Prema podacima od 20. travnja 2008., procjenjuje se da je film u Sjedinjenim Državama zaradio 53,606,916 dolara, a u ostatku svijeta 67,755,461 dolara.

## Kritike
Kritičari su dočekali film u pozitivnim tonovima. Prema Rotten Tomatoesu, od 182 prikupljene recenzije, 89 posto ih je bilo pozitivno. Na Metacriticu je prikupljeno 37 recenzija, od kojih je 76 posto bilo pozitivno.
Andrew Sarris iz The New York Observera je rekao, "U obradi ima više pokvarenosti vođene pohlepom nego u originalu" te da je film manje obrada "nego uskrnuće filma i danas nepopularnog žanra." Sarris je rekao kako su Fonda i Foster "posebno upečatljivi" te da su "izvedbe g. Crowea i g. Balea vrijedne cijene ulaznice." Kritičar The New Yorkera David Denby napisao je kako je film "brži, ciničniji i brutalniji" nego original iz 1957. Denby je napisao kako je Fondina "izvedba veoma strastvena", te da je "Crowe glumački genij." Denby dodaje kako je "ovo daleko najvrijedniji i najevokativniji uradak redatelja Jamesa Mangolda." Ty Burr iz The Boston Globea nazvao je film "tankim, gotovo apsurdno zadovoljavajućim." Burr kaže kako su Crowe i Bale "među najboljima, najintuitivnijim koje imamo, i što god se događa izvan kadra u Croweovu slučaju, to u kadru samo služi njihovim likovima. Nijedan se ne ističe, a uzbudljivo ih je gledati zajedno." Burr kaže kako je lik Bena Wadea "zmija i zmijski šarmer u jednom neodoljivom paketu" te da je Foster kao Charlie Prince "hipnotizirajući". Dodaje kako "Bale i Crowe nisu napravili nijedan krivi korak" te da je Mangold vođen revizionizmom Deadwooda. Zaključuje kako završetak "nema mnogo smisla u post-Clint Eastwood svemiru."
Bruce Westbrook iz Houston Chroniclea dao je filmu tri i pol zvjezdice i nazvao ga "najboljim vesternom nakon Nepomirljivih", dodavši kako je "katarzičan i inteligentan". Napisao je da film "očito traži inspiraciju iz usamljenih heroja iz Točno u podne" te, "Iako je u biti akcijska pustolovina s gangsterskim obračunima, to je ujedno uzbudljiva priča o herojstvu, pokvarenosti i teško zarađenom iskupljenju." Westbrook je rekao da su Crowe i Bale "na razini zadatka" i da je "Crowe pouzdano karizmatičan kao čovjek koji je manje plašljiv i krvožedan nego bistar, domišljat i lukav." Shawn Levy iz The Oregoniana dao je filmu ocjenu "B+" te rekao da je film temeljen na realizmu vesterna Johna Forda, ali koji u isto vrijeme može biti žedan krvi, inteligentan i napet što traže obožavatelji Quentina Tarantina." Levy kaže, "Originalni film pridaje mnogo pozornosti na razgovor između Wadea i Evansa te je više fokusiran na Evansovu suprugu, dok novi ima više akcijskih sekvenci te je podmazan temama koje podsjećaju na suvremene političke i moralne dvojbe." Levy je napisao, "Christian Bale portretira još jednog od svojih povrijeđenih, očajnih, tvrdoglavih muškaraca", a "Russell Crowe upotpunjuje ulogu Glenna Forda s velikom dozom podrugljive karizme, opuštenog oštroumlja i ležerne okrutnosti Roberta Mitchuma." Levy dodaje kako završni obračun "prebrzo okončava priču", ali je film ocijenio "lijepim i snažnim."
Peter Rainer iz Christian Science Monitora dao je filmu ocjenu "B+" i napisao "ono što je Alfred Hitchcock jednom rekao o trilerima može se primijeniti na vesterne: Što je jači negativac, bolji je i film. Prema toj mjeri, U 3:10 za Yumu je izvrstan." Uspoređujući obradu s pedeset godina starijim originalom, Rainer je napisao da je film "opsežniji od prethodnika i značajno izmijenjen u smislu završnice, ali u biti ista stara moralna priča." Rainer je rekao kako je "bljutavo sentimentalni odnos oca i sina najmanje uspješan aspekt filma." Dodao je, "Bale glumi kao da još igra preživjelog ratnog zarobljenika iz Bijega u zoru Wernera Herzoga" te da je "njegova hiperrealistična izvedba samo smetnja pokraj Croweova okretnog princa tame." Richard Schickel iz časopisa Time je rekao, "kad je film zabavan kao ovaj, počnete misliti da je ovaj nekad omiljeni žanr pred svojom renesansom." Schickel je rekao kako je film iz 1957. "bio, po mojem mišljenju, ne tako dobar kao što je mnogo ljudi mislilo" te je dodao da Crowe "nikad nije predvidljiv kad je u kadru i nikad nam ne dopušta samodopadnost dok ga gledamo." Schickel je napisao da redatelj Mangold "nikad ne gubi svoju jasnu narativnu djelotvornost." Rekao je kako usporedbe s Nepomirljivima nisu tako prikladne" jer "Mangold ne nudi crnilo i apsurdnost" tog filma. "Film je bliži vesternima Anthonyja Manna iz pedesetih - pravilno raspoređen, djelotvorne brzine, pun svježe prikazanih sukoba koji se približavaju mračnoj strani, ali je nikad u potpunosti ne prigrle", zaključio je Schickel.
Filmski kritičar The Wall Street Journala Joe Morgenstern rekao je kako su izvedbe iz originalnog filma bile "superiorne", a njihova snaga se podigla njihovom proporcionalnošću - intimna priča ispričana u 92 minute." Napisao je, "priča nije veća u novoj verziji, koja traje 117 minuta. I apsolutno nije bolja." Morgenstern kaže, "osnovna priča ostaje netaknuta, intrigantna kao i uvijek. Film izgleda odlično", a fotografiju Phedona Papamichaela je opisao kao "elegantnu". Rekao je, "akcijske sekvence su impresivne, neko vrijeme. No, cijeli projekt je preuveličan", nazvavši film "izduženim, samoozbiljnim i, na kraju, apsurdno rastegnutim spektaklom da se čini kako vlak za Yumu ulazi u postaju s 20 minuta zakašnjenja." Morgenstern je napisao da Crowe "drži svu pozornost na sebi", a Balea je opisao kao "specijalista za šutljivost", iako ponekad "obojica tako zašute da se čini kako pokušavaju nadmašiti jedan drugog." "Mislim da je pojavljivanje Petera Fonde posebno dirljivo", ali je dodao "grozničavi i polusuvisli akcijski vrhunac koji prethodi završetku ostavlja logiku u prašini."

## Nagrade i nominacije
Film je na 80. dodjeli Oscara bio nominiran za najbolju originalnu glazbu (Marco Beltrani) i najbolju montažu zvuka (Paul Massey, David Giammarco i Jim Steube).

## Vanjske poveznice
- Službena stranica
- U 3:10 za Yumu u internetskoj bazi filmova IMDb-a
- U 3:10 za Yumu na Rotten Tomatoes
- U 3:10 za Yumu na Box Office Mojo
- Trailer na Yahoo!